# Văleni (okręg Vaslui)
Văleni – wieś w Rumunii, w okręgu Vaslui, w gminie Văleni. W 2011 roku liczyła 2875 mieszkańców.